# Le incredibili avventure di Zorori
Le incredibili avventure di Zorori (かいけつゾロリ?, Kaiketsu Zorori, lett. "Incredibile Zorori") è una serie di libri per bambini creata da Yutaka Hara e pubblicata da Poplar Publishing, che è stata adattata in un manga satirico ad opera di Shiho Mitzushima (che aveva già scelto il personaggio di Zorori come uno dei cattivi di Horenso Man) e in tre serie anime ad opera di Mine Yoshizaki, autore di Keroro. Altri progetti riguardano due film e videogiochi per PlayStation 2, Game Boy Advance e Nintendo DS, pubblicati solo in Giappone.
La serie comprende 149 episodi, ma è rimasta incompiuta a causa di un basso indice di ascolti in Giappone. Inoltre, non ha goduto di gran fama in Europa, dove fu tradotta unicamente in italiano, spagnolo, portoghese e francese. L'unica versione inglese disponibile è trasmessa da Cartoon Network nelle Filippine.

## Trama
Le vicende sono ambientate su di un pianeta Terra parallelo, in particolare in un Giappone surreale popolato da animali antropomorfi. L'epoca è quella contemporanea, nonostante siano presenti notevoli anacronismi come castelli medievali o magia.
Il protagonista è Zorori, una giovane volpe la cui più grande aspirazione è diventare il "re delle birichinate" (いたずらの天才?, Itazura no tensai), costruire un magnifico castello e avere una moglie bellissima. È per questo motivo che viaggia costantemente per il mondo, in compagnia dei suoi fedeli ma alquanto sbadati seguaci, i due cinghialini Singhiale e Nonghiale. Durante il suo viaggio, Zorori si imbatte in situazioni bizzarre, che riesce sempre a risolvere grazie alla sua formidabile intelligenza, e cerca anche di trarre profitti personali dai personaggi che incontra, spesso imbrogliandoli.
Nella prima stagione, la storia non segue un andamento lineare ed è liberamente ispirata alle vicende di cui Zorori era protagonista nei libri di Yutaka Hara. La seconda stagione è prevalentemente ambientata nel Paese della Magia, in cui Zorori incontrerà un popolo di maghi che dovrà aiutare, eliminando un incantesimo che ha sigillato la loro foresta. Infine, la terza stagione è divisa in due parti: nella prima Zorori sarà accompagnato dal fantasmino Poppi e andrà alla ricerca dell'anguilla Minus, una delle divinità della Foresta Fantasma, attraversando ambientazioni ispirate ad alcune fiabe popolari, come I tre porcellini o Cappuccetto Rosso. Nella seconda, dopo essersi congedato da Poppi, inseguirà il misterioso "sedicente Re Delle Birichinate", cioè un gruppo di quattro personaggi grotteschi che si nascondono dietro questo nome e li affronterà in una rocambolesca battaglia, per affermarsi lui stesso come l'unico e il solo "Re delle Birichinate". Dopo quest'episodio, la serie si interrompe, non rivelando se e come Zorori sia effettivamente riuscito a conquistare un castello e una sposa.

## Personaggi
- Zorori (ゾロリ?, Zorori): è il protagonista della storia. Maestro del travestimento e di birichinate, nonché abile a costruire ogni sorta di macchinari, Zorori è una volpe gialla che viaggia per il mondo per onorare la memoria della madre, morta in misteriose circostanze e alla quale era molto legato. Il suo nome deriva dal termine spagnolo zorro, che significa "volpe", ma è anche un riferimento a Zorro in persona, come spiega la somiglianza del costume leggendario con quello del famoso eroe. Normalmente porta un abito risalente al periodo Edo: un sandogasa, un mantello bianco a strisce viola, una camicia azzurra e dei pantaloni lunghi verdi. In alcuni momenti cruciali, Zorori indossa il costume leggendario, che ha molte affinità con quello di Zorro. Ha una personalità complessa: di norma è di indole allegra e spensierata, se non infantile e scavezzacollo. Adora cantare e il suo cibo preferito è l'anpan. Nonostante cerchi di mantenersi subdolo, dispettoso e senza scrupoli nei confronti delle vittime delle sue "birichinate", il più delle volte rivela la sua vera natura: buono di cuore e altruista, e finisce con l'aiutare queste sia direttamente che indirettamente. Eppure, in alcuni casi in cui Zorori compie buone azioni di proposito, manifesta attacchi febbrili. Oltre a ciò, è il detentore del Bukkura Koita, un libro sacro che contiene una serie di freddure (in giapponese definite Oyaji Gags) che possono essere lanciate contro gli avversari sotto forma di raggio gelato o di blocchi di ghiaccio, a seconda dell'intensità e del tipo di freddura. Dalla seconda stagione, entra in possesso di un gadget denominato Sfera Volante, una cordicella alla cui estremità è collegata una palla di gomma, attraverso la quale è in grado di appendersi e di dondolare, oppure di far crollare blocchi di mattoni addosso agli avversari.
È doppiato da Kōichi Yamadera (ed. giapponese), Alessio Cigliano (ed. italiana)

- Singhiale (イシシ?, Ishishi) e Nonghiale (イシシ?, Noshishi): sono i due Fratelli Cinghiale. Singhiale è il maggiore e ha una voce leggermente più profonda, Nonghiale è il fratello minore e possiede un neo sulla guancia. I due seguono Zorori nelle sue avventure. I fratelli hanno la capacità di produrre peti incredibilmente potenti, tanto che Zorori li sfrutta spesso come fonte energetica per alimentare i suoi macchinari. Solitamente i due cinghialini emettono peti riflettendo intensamente su domande a cui non riescono a rispondere (nella maggior parte dei casi sono operazioni matematiche), o mangiando patate dolci. Oltre a questo, possiedono dei polmoni d'acciaio per mezzo dei quali sono persino in grado di sollevare un fortissimo vento con un singolo soffio, e sono in grado di correre velocissimi.
Singhiale è doppiato da Rikako Aikawa (ed. giapponese), Monica Bertolotti (ed. italiana), mentre Nonghiale è doppiato da Motoko Kumai (ed. giapponese), Paola Majano (ed. italiana)

- Gaon (ガオン?, Gaon): è il rivale di Zorori, anche se nelle avventure in cui sono coinvolti finiscono per allearsi contro un nemico comune. Ha un carattere alquanto introverso, non sorride mai se non per sfida ed è addirittura più arrogante e sprezzante di Zorori (modo di fare che irrita spesso la volpe). Ha il vizio di gettarsi alle spalle delle rose dal cappello meccanico che porta sempre sulla testa. Nonostante sia un viandante, proprio come Zorori, le sue origini sono nobili. Sentendosi insoddisfatto a causa della ristrettezza del suo mondo, il lupo fugge spesso dal castello nel quale vive, in cerca di cose da costruire ed esercitando la professione di scienziato. A differenza della maggior parte del cast, non viene citato nei libri di Yutaka Hara.
È doppiato da Masashi Ebara (ed. giapponese), Guido Di Naccio (ed. italiana)

- Arthur (アーサー?, Asā): è il giovane re del regno di Levanna. Una pantera nera che costituisce il rovescio speculare di Zorori: è infatti onesto, coraggioso e disinteressato. Per gelosia, ma soprattutto per il castello e il titolo, è il principale bersaglio delle angherie di Zorori, insieme alla sua bellissima moglie, la principessa Elzie, su cui anche la volpe ha messo gli occhi addosso spinto da una forte gelosia. Non ha un buon rapporto con la compagna, dato che questa non perde occasione per sommergerlo di richieste di vario genere.
È doppiato da Sōichirō Hoshi (ed. giapponese), Emiliano Coltorti (ed. italiana)

- Elzie (エルゼ?, Eruze): è la principessa moglie di Arthur, che contrariamente a ogni tradizione orientale non perde occasione per fare richieste al marito. Anche lei è uno dei principali bersagli di Zorori.
È doppiato da Fumiko Orikasa (ed. giapponese), Eleonora Reti (ed. italiana)

- Poppi (プッペ?, Puppe): è un piccolo fantasmino timido e pauroso. Sfrutta come corpo un idolo di pietra, ma ha la capacità di uscire da questo corpo per possedere altri oggetti inanimati. Accompagna Zorori durante la prima parte della terza stagione.
È doppiato da Miyako Itō (ed. giapponese), Michela Alborghetti (ed. italiana)

- Professor Mostro (ようかい先生?, Youkai-Sensei): è un demone che gestisce una scuola in cui insegna a dei mostri a spaventare la gente. In alcuni episodi aiuta Zorori offrendogli i suoi allievi. È un tipo molto particolare, che ama mettersi in mostra davanti agli occhi di Zorori.
È doppiato da Junpei Takiguchi (ed. giapponese), Franco Mannella (ed. italiana)

- Tigre (タイガー?, Taigā): è uno dei nemici giurati di Zorori. Comandante di una ciurma di pirati, è attratto dalle ricchezze e dalla magia. Il suo braccio sinistro è un arto meccanico che può trasformare in micidiali armi, tra cui un lanciafiamme.
È doppiato da Fumihiko Tachiki (ed. giapponese), Roberto Stocchi (ed. italiana)

- Roger (ロジャー?, Rojā): è uno dei Maghi dei Servizi Segreti. È un leone molto ligio al dovere, ma è anche presuntuoso, testardo e introverso.
È doppiato da ? (ed. giapponese), Gabriele Lopez (ed. italiana)

- Re Enma (エンマだいおう?, Enma daiō): è il sovrano dell'Inferno. È anche conosciuto come Enma Il Grande. In un episodio uccide Zorori pensando che sia giunta la sua ora e lo trascina nel regno infernale, ma a seguito di questa svista viene degradato da Dio in persona.
È doppiato da Ryūsei Nakao (ed. giapponese), Roberto Draghetti (ed. italiana)

- Zororina (ゾロリーヌ?, Zororinu): è il fantasma della madre di Zorori. Le cause della sua morte sono sconosciute, ma osserva sempre suo figlio dal cielo.
È doppiato da Sakiko Tamagawa (ed. giapponese), Giò Giò Rapattoni (ed. italiana)

- Dapon (ダポン?, Dapon): è un tanuki, nonché l'antagonista principale nella seconda stagione. La sua principale abilità è la possibilità di trasformarsi in qualsiasi cosa desideri, semplicemente posando una foglia sulla sua testa. Svolge il ruolo di farmacista nel Paese della Magia, preparando pozioni guaritrici o che intensificano gli effetti dei semplici incantesimi.
È doppiato da Makoto Higo (ed. giapponese), Oliviero Dinelli (ed. italiana)

## Episodi

### Prima serie
La prima serie, intitolata Le incredibili avventure di Zorori (かいけつゾロリ?, Kaiketsu Zorori) è stata trasmessa in Giappone dal 1º febbraio 2004 al 6 febbraio 2005 mentre in Italia su Rai 2 dal 21 novembre 2006. Questi episodi si basano sulla serie di libri originale.
| Nº | Titolo italiano Giapponese 「Kanji」 - Rōmaji                                                                     | In onda           | In onda          |
| Nº | Titolo italiano Giapponese 「Kanji」 - Rōmaji                                                                     | Giapponese        | Italiano         |
| 1  | Le birichinate del drago 「ドラゴンたいじ」 - Doragon taiji                                                       | 1º febbraio 2004  | 21 novembre 2006 |
| 2  | Il castello Zorori 「大けっとうゾロリじょう」 - Daikettō Zororijō                                                 | 8 febbraio 2004   |                  |
| 3  | Amo la mamma 「ママだーいすき」 - Mama dāisuki                                                                    | 15 febbraio 2004  |                  |
| 4  | La dimora del terrore 「きょうふのやか」 - Kyōfu no yakata                                                        | 22 febbraio 2004  |                  |
| 5  | Il libro sacro 「せいなる本」 - Seinaru hon                                                                       | 29 febbraio 2004  |                  |
| 6  | L'apprendista stregone 「まほうつかいのでし」 - Mahōtsukai no deshi                                               | 7 marzo 2004      |                  |
| 7  | Il grande pirata 「大かいぞく」 - Daikaizoku                                                                      | 14 marzo 2004     |                  |
| 8  | La nave fantasma 「ゆうれいせん」 - Yūreisen                                                                      | 21 marzo 2004     |                  |
| 9  | Il castello di cioccolata 「チョコレートじょう」 - Chokorētojō                                                    | 28 marzo 2004     |                  |
| 10 | Un dinosauro da salvare 「大きょうりゅう」 - Daikyōryū                                                            | 4 aprile 2004     |                  |
| 11 | La corsa automobilistica 「きょうふのカーレース」 - Kyōfu no kārēsu                                               | 11 aprile 2004    |                  |
| 12 | Il luna park della paura 「きょうふのゆうえんち」 - Kyōfu no yūenchi                                              | 18 aprile 2004    |                  |
| 13 | La scuola delle delizie 「おいしいがっこう」 - Oishii gakkō                                                       | 25 aprile 2004    |                  |
| 14 | Salvate Lady Many 「なぞのひこう」 - Nazo no hikōki                                                               | 2 maggio 2004     |                  |
| 15 | Il grande mostro 「大かいじゅう」 - Daikaijū                                                                      | 9 maggio 2004     |                  |
| 16 | Zorori e il villaggio delle carte 「けっせん！カードたいクレヨン」 - Kessen! Kādo tai kureyon                     | 16 maggio 2004    |                  |
| 17 | Spirito di squadra 「おばけの花子さん」 - Obake no Hanako-san                                                     | 23 maggio 2004    |                  |
| 18 | Una grande partita 「きょうふのサッカー」 - Kyōfu no sakkā                                                        | 30 maggio 2004    |                  |
| 19 | In prigione 「つかまる!!」 - Tsukamaru!!                                                                          | 6 giugno 2004     |                  |
| 20 | La grande fuga 「大だっそう」 - Daidassō                                                                          | 13 giugno 2004    |                  |
| 21 | Missione bignè 「イシシノシシのはじめてのおつかい」 - Ishishi Noshihi no hajimete no otsukai                      | 20 giugno 2004    |                  |
| 22 | Viaggio nello spazio interstellare (prima parte) 「ロケット大さくせん」 - Roketto daisakusen                      | 27 giugno 2004    |                  |
| 23 | Viaggio nello spazio interstellare (seconda parte) 「なぞのうちゅうじん」 - Nazo no uchūjin                       | 4 luglio 2004     |                  |
| 24 | La casa magica 「ゆめのゾロリじょう」 - Yume no Zororijō                                                          | 11 luglio 2004    |                  |
| 25 | La fidanzata di Zorori 「フィアンセあらわる!?」 - Fianse arawaru!?                                                | 18 luglio 2004    |                  |
| 26 | La grande strategia degli indovinelli 「なぞなぞ大さくせん」 - Nazo nazo daisakusen                               | 25 luglio 2004    |                  |
| 27 | L'arte di far paura 「おばけ大さくせん」 - Obake daisakusen                                                       | 1º agosto 2004    |                  |
| 28 | La grande strategia dello spilungo 「大にゅうどう大さくせん」 - Oonyūdō daisakuse                                 | 8 agosto 2004     |                  |
| 29 | A colpi di ghiaccio 「おやじギャグ大さくせん」 - Oyaji gyagu daisakusen                                           | 15 agosto 2004    |                  |
| 30 | 「ようかい大リーグ」 - Yōkai dai rīgu                                                                             | 22 agosto 2004    | inedito          |
| 31 | 「きょうふのまきゅう」 - Kyōfu no makyū                                                                           | 29 agosto 2004    | inedito          |
| 32 | 「ちかいのホームラン」 - Chikai no hōmu ran                                                                       | 5 settembre 2004  | inedito          |
| 33 | Il castello subacqueo di Zorori 「かいていゾロリじょう」 - Kaitei Zororijō                                        | 12 settembre 2004 |                  |
| 34 | Caccia alla carta 「おたからカード大さくせん」 - Otakara kādo daisakusen                                          | 26 settembre 2004 |                  |
| 35 | La formidabile strategia ninja 「にんじゃ大さくせん」 - Ninja daisakusen                                          | 3 ottobre 2004    |                  |
| 36 | Il timbro del bravo ragazzo 「げきとつ! メカイシシノシシ大さくせん」 - Gekitotsu! Meka ishishi noshihi daisakusen | 10 ottobre 2004   |                  |
| 37 | Amore a prima vista 「どっきりプロポーズ」 - Dokkiri puropōsu                                                     | 17 ottobre 2004   |                  |
| 38 | Il matrimonio di Zorori 「けっこんする!?」 - Kekkon suru!?                                                        | 24 ottobre 2004   |                  |
| 39 | Lavorare stanca 「アルバイト大さくせん」 - Arubaito daisakusen                                                    | 31 ottobre 2004   |                  |
| 40 | Il fattorino Zorori 「大金もち」 - Oganemochi                                                                     | 7 novembre 2004   |                  |
| 41 | Un amore di principessa (prima parte) 「王女さま ききいっぱつ」 - Ōjosama kikiippatsu                             | 14 novembre 2004  |                  |
| 42 | Un amore di principessa (seconda parte) 「テレビゲームききいっぱつ」 - Terebi gēmu kikiippatsu                    | 21 novembre 2004  |                  |
| 43 | La grande strategia per l'eliminazione del calamaro 「おばけイカたいじ大さくせん」 - Obake ika taiji daisakusen   | 28 novembre 2004  |                  |
| 44 | Il salto del terrore 「きょうふの大ジャンプ」 - Kyōfu no dai janpu                                                | 5 dicembre 2004   |                  |
| 45 | La strategia della medaglia d'oro 「金メダル大さくせん」 - Kinmedaru daisakusen                                   | 12 dicembre 2004  |                  |
| 46 | La magia del Natale 「きょうふのプレゼント」 - Kyōfu no purezento                                                 | 19 dicembre 2004  |                  |
| 47 | Zorori a corte 「けっせん！ゆめの王子さま」 - Kessen! Yume no ōjisama                                             | 26 dicembre 2004  |                  |
| 48 | Il re delle birichinate contro il re delle tenebre 「きょうふのあくま」 - Kyōfu no akuma                          | 9 gennaio 2005    |                  |
| 49 | Viva la mamma di Zorori 「てんごくとじごく」 - Tengoku to jigoku                                                  | 16 gennaio 2005   |                  |
| 50 | Tutti per uno, uno per tutti 「じごくりょこう」 - Jigoku ryokō                                                    | 23 gennaio 2005   |                  |
| 51 | La leggendaria madre di Zorori 「ゾロリさいごの日!?」 - Zorori saigo no hi!?                                      | 30 gennaio 2005   |                  |
| 52 | I sogni non sono castelli in aria 「そらとぶゾロリじょう」 - Sora tobu Zororijō                                   | 6 febbraio 2005   |                  |

### Seconda serie
La prima stagione della seconda serie, intitolata Le nuove incredibili avventure di Zorori (まじめにふまじめ かいけつゾロリ?, Majime ni fumajime Kaiketsu Zorori) è stata trasmessa in Giappone dal 13 febbraio 2005 al 12 febbraio 2006 mentre in Italia su Rai 2 dall'8 gennaio 2008. A differenza della precedente, questa si basa molto meno sui libri scritti da Yutaka Hara e si focalizza principale su un lungo arco narrativo, assente nella prima stagione.

#### Stagione 1
| Nº | Giapponese 「Kanji」 - Rōmaji                                        | In onda           | In onda        |
| Nº | Giapponese 「Kanji」 - Rōmaji                                        | Giapponese        | Italiano       |
| 1  | 「げんきもりもり大さくせん」 - Genki morimori daisakusen             | 13 febbraio 2005  | 8 gennaio 2008 |
| 2  | 「きょだいどうくつのなぞ」 - Kyōdai dokutsu no nazo                  | 20 febbraio 2005  |                |
| 3  | 「きょうふのたからさがし」 - Kyōfu no takara sagashi                 | 27 febbraio 2005  |                |
| 4  | 「なぞのまほう少女」 - Nazo no mahō shōjo                            | 6 marzo 2005      |                |
| 5  | 「3人のゆうしゃ」 - Sannin no yūsha                                  | 13 marzo 2005     |                |
| 6  | 「まほうつかいのわな」 - Mahōtsukai no wana                          | 20 marzo 2005     |                |
| 7  | 「まほうのへや」 - Mahō no heya                                      | 27 marzo 2005     |                |
| 8  | 「まほうのちから」 - Mahō no chikara                                 | 3 aprile 2005     |                |
| 9  | 「おんせんへ行こう」 - Onsen he ikō                                  | 10 aprile 2005    |                |
| 10 | 「めいたんていとうじょう」 - Meitantei tōjō                          | 17 aprile 2005    |                |
| 11 | 「ネリーちゃんのしっぱい」 - Nerī-chan no shippai                    | 24 aprile 2005    |                |
| 12 | 「なぞなぞがいっぱい」 - Nazonazo ga ippai                           | 1º maggio 2005    |                |
| 13 | 「ラーメン王とうじょう」 - Rāmen ō tōjō                              | 8 maggio 2005     |                |
| 14 | 「あついぜ！ラーメンたいけつ」 - Atsui ze! Rāmen taiketsu            | 15 maggio 2005    |                |
| 15 | 「きょうふのモテモテデザイナー」 - Kyofu no motemote dezainā         | 22 maggio 2005    |                |
| 16 | 「世界へはばたけデザイナー」 - Sekai he habatake dezainā             | 29 maggio 2005    |                |
| 17 | 「カーニバルだいさくせん」 - Kānibaru daisakusen                     | 5 giugno 2005     |                |
| 18 | 「めざせ！ゆうしょうカーニバル」 - Mesase! Yūshō kānibaru            | 12 giugno 2005    |                |
| 19 | 「きょうふのカーニバル」 - Kyōfu no kānibaru                         | 3 luglio 2005     |                |
| 20 | 「まほうのもり」 - Mahō no mori                                      | 10 luglio 2005    |                |
| 21 | 「おっぽであるくさかなたち」 - Oppo de aruku sakanatachi             | 17 luglio 2005    |                |
| 22 | 「いたずらこぞう大さくせん」 - Itazura kozō daisakusen               | 24 luglio 2005    |                |
| 23 | 「のぼれ！きょうふのトンガリ山」 - Nobore! Kyofu no tongari yama     | 31 luglio 2005    |                |
| 24 | 「のろいの谷」 - Noroi no tani                                       | 7 agosto 2005     |                |
| 25 | 「おばけやしきののろい」 - Obakeyashiki no noroi                     | 14 agosto 2005    |                |
| 26 | 「ようかいたちがやってきた」 - Yōkaitachi ga yattekita               | 21 agosto 2005    |                |
| 27 | 「ゾロリたべられる」 - Zorori taberareru                             | 28 agosto 2005    |                |
| 28 | 「とんまからの大だっしゅつ」 - Tonma kara no dai dasshutsu           | 4 settembre 2005  |                |
| 29 | 「ドラゴンぼくじょうのけっとう」 - Doragon bokujō no kettō           | 11 settembre 2005 |                |
| 30 | 「ゾロリVSガオン」 - Zorori VS Gaon                                  | 18 settembre 2005 |                |
| 31 | 「イシシ・ノシシきき100ぱつ」 - Ishishi Noshishi kikihyakupatsu      | 25 settembre 2005 |                |
| 32 | 「カレー大パニック」 - Karē dai panikku                              | 2 ottobre 2005    |                |
| 33 | 「なぞの大まねきねこ」 - Nazo no oomaneki neko                       | 9 ottobre 2005    |                |
| 34 | 「きょうふのへとリス・アドベンチャー」 - Kyōfu no hetorisu adobenchā | 16 ottobre 2005   |                |
| 35 | 「うんめいの8じかん」 - Unmei no hachijikan                          | 23 ottobre 2005   |                |
| 36 | 「ぜったいぜつめい」 - Zettai zetsumei                               | 30 ottobre 2005   |                |
| 37 | 「きょうふのフラワーモンスター」 - Kyōfu no furawā monsutā           | 6 novembre 2005   |                |
| 38 | 「はなむこしゅぎょう」 - Hanamuko shugyō                             | 13 novembre 2005  |                |
| 39 | 「はんにんはだれだ！？」 - Hannin wa dare da!?                       | 20 novembre 2005  |                |
| 40 | 「ダボンやっきょくのひみつ」 - Dapon yakkyoku no himitsu             | 27 novembre 2005  |                |
| 41 | 「ネリーちゃんをすくえ！」 - Nerī-chan wo sukue                      | 4 dicembre 2005   |                |
| 42 | 「大どろぼう」 - Ōdorobō                                             | 11 dicembre 2005  |                |
| 43 | 「グラモをおえ！」 - Guramo wo oe!                                   | 18 dicembre 2005  |                |
| 44 | 「ダボンのふくしゅう大さくせん」 - Dapon no fukushū daisakusen       | 25 dicembre 2005  |                |
| 45 | 「ダボンのはんせいおんせん」 - Dapon no hansei onsen                 | 8 gennaio 2006    |                |
| 46 | 「大かいじゅうダボン」 - Daikaijū Dapon                              | 15 gennaio 2006   |                |
| 47 | 「ダボンきゅうしゅつ大さくせん」 - Dapon kyūshutsu daisakusen        | 22 gennaio 2006   |                |
| 48 | 「きょうふの大いんせき」 - Kyōfu no ooinseki                         | 29 gennaio 2006   |                |
| 49 | 「おならめいじんをさがせ」 - Onara meijin wo sagase                  | 5 febbraio 2006   |                |
| 50 | 「ちきゅうさいごの日」 - Chikyū saigo no hi                          | 12 febbraio 2006  |                |

#### Stagione 2
La seconda stagione della seconda serie, intitolata Le ultime avventure del maestro Zorori è stata trasmessa in Giappone dal 19 febbraio 2006 al 28 gennaio 2007 mentre in Italia su Rai 2 dal 20 agosto 2009.
| Nº | Giapponese 「Kanji」 - Rōmaji                                                    | In onda           | In onda        |
| Nº | Giapponese 「Kanji」 - Rōmaji                                                    | Giapponese        | Italiano       |
| 1  | 「おばけの森のデンキウナギ」 - Obake no mori no denki unagi                      | 19 febbraio 2006  | 20 agosto 2009 |
| 2  | 「子ブタの家をぶっとばせ!」 - Kobuta no uchi wo buttobase!                       | 26 febbraio 2006  |                |
| 3  | 「ゾロリ子どもになる!?」 - Zorori kodomo ni naru!?                               | 5 marzo 2006      |                |
| 4  | 「笑っちゃだめだめニコニコタウン」 - Waraccha damedame nikoniko taun             | 12 marzo 2006     |                |
| 5  | 「ゾロリとシンデレラ」 - Zorori to Shindarera                                    | 19 marzo 2006     |                |
| 6  | 「うんめいの王子さま」 - Unmei no ōjisama                                        | 26 marzo 2006     |                |
| 7  | 「スーパー赤ちゃん大ついせき」 - Sūpaa akachan daitsuiseki                       | 2 aprile 2006     |                |
| 8  | 「おひめさまゲット大さくせん」 - Ohimesama getto daisakusen                      | 9 aprile 2006     |                |
| 9  | 「ゾロリとまおうと王子さま」 - Zorori to maou to ōjisama                         | 16 aprile 2006    |                |
| 10 | 「ミャン王女をすくえ!」 - Myan ōjo wo sukue!                                     | 23 aprile 2006    |                |
| 11 | 「アリャプスのプッペ」 - Aryapusu no puppe                                       | 30 aprile 2006    |                |
| 12 | 「カチマケ山のたいけつ」 - Kachimake yama no taiketsu                            | 7 maggio 2006     |                |
| 13 | 「あらしからの大だっしゅつ」 - Arashi kara no daidasshutsu                       | 14 maggio 2006    |                |
| 14 | Il diamante tartaruga 「ダイヤを手にいれろ!」 - Daiya wo te ni irero!            | 21 maggio 2006    |                |
| 15 | 「ゾロリきおくそうしつ!?」 - Zorori kiokusōshitsu!?                              | 28 maggio 2006    |                |
| 16 | 「たいけつ！赤ずきんちゃん」 - Taiketsu! Akazukin-chan                           | 4 giugno 2006     |                |
| 17 | 「メカガオンあらわる!」 - Meka Gaon arawaru!                                     | 11 giugno 2006    |                |
| 18 | 「どっきりびっくり?!ゴルフたいかい」 - Dokkiri bikkuri?! Gorufu taikai           | 25 giugno 2006    |                |
| 19 | 「ゾロリ大サーカス」 - Zorori dai saakasu                                        | 9 luglio 2006     |                |
| 20 | 「きょうふのガチャガチャ」 - Kyōfu no gachagacha                                 | 16 luglio 2006    |                |
| 21 | 「お天気マシンをぶっつぶせ」 - Otenki mashin wo buttsubuse                       | 23 luglio 2006    |                |
| 22 | 「プッペのひみつ」 - Puppe no himitsu                                            | 30 luglio 2006    |                |
| 23 | 「たいけつ!でんせつのイタズラ王」 - Taiketsu! Densetsu no itazura ō              | 6 agosto 2006     |                |
| 24 | 「さよなら!プッペ」 - Sayonara! Puppe                                            | 13 agosto 2006    |                |
| 25 | 「イタズラ王大ついせき」 - Itazura ō daitsuiseki                                 | 20 agosto 2006    |                |
| 26 | 「サンキューさんありがとう」 - Sankyū-san arigatō                                | 27 agosto 2006    |                |
| 27 | 「ゾロリきゅうしゅつ大さくせん」 - Zorori kyūshutsu daisakusen                   | 3 settembre 2006  |                |
| 28 | 「ぼうそうきかんしゃききいっぱつ」 - Bōsō kikansha kikiippatsu                   | 10 settembre 2006 |                |
| 29 | 「たいけつ!こどもVSおとな」 - Taiketsu! Kodomo VS otona                          | 17 settembre 2006 |                |
| 30 | 「ゾロリとガオンきょうふの97ならべ」 - Zorori to Gaon kyōfu no 97 narabe         | 24 settembre 2006 |                |
| 31 | 「ひっさつイタズラ人」 - Hissatsu itazurajin                                     | 1º ottobre 2006   |                |
| 32 | 「きょうふのマラソンたいかい」 - Kyōfu no marason taikai                         | 8 ottobre 2006    |                |
| 33 | 「イシシ・ノシシのおかしじごく」 - Ishishi Noshishi no okashi jigoku             | 15 ottobre 2006   |                |
| 34 | 「エルゼひめのおしろをすくえ!」 - Eruze hime no oshiro wo sukue!                 | 22 ottobre 2006   |                |
| 35 | 「なぞのじゅもんはホンチャラカンチャラ」 - Nazo no jumon wa Honchara Kanchara    | 29 ottobre 2006   |                |
| 36 | 「プッペがかみさま?」 - Puppe ga kamisama?                                       | 5 novembre 2006   |                |
| 37 | 「きょうふのうらない大あたり!?」 - Kyōfu no uranai ōatari?                       | 12 novembre 2006  |                |
| 38 | 「さいとうじょう!なぞのうちゅうじん!」 - Saitōjō! Nazo no uchūjin!               | 19 novembre 2006  |                |
| 39 | 「えっ！ゾロリのいもうと?」 - Eh! Zorori no imōto?                               | 26 novembre 2006  |                |
| 40 | 「びっくり!カンけり大さくせん!」 - Bikkuri! Kankeri daisakusen!                  | 3 dicembre 2006   |                |
| 41 | 「めざせ!スーパーヒーロー」 - Mezase! Sūpaa hīrō                                 | 10 dicembre 2006  |                |
| 42 | 「ゆうれいのおひめさま」 - Yūrei no ohimesama                                    | 17 dicembre 2006  |                |
| 43 | 「うちゅうじんはサンタクロース」 - Uchūjin wa Santa Kurōsu                       | 24 dicembre 2006  |                |
| 44 | 「はつわらい おとしだま大さくせん」 - Hatsuwarai otoshidama daisakusen           | 7 gennaio 2007    |                |
| 45 | 「メイドロボット大ぼうそう」 - Meido robotto daibōsō                             | 14 gennaio 2007   |                |
| 46 | 「イタズラ王となぞのしろ」 - Itazura ō to nazo no shiro                          | 21 gennaio 2007   |                |
| 47 | 「いよいよけっせん!でんせつのイタズラ王」 - Iyoiyo kessen! Densetsu no itazura ō | 28 gennaio 2007   |                |

### Trasmissione Internazionale
| Paese                   | Canale          |
| ----------------------- | --------------- |
| Francia                 | Boomerang       |
| Italia                  | Rai 2           |
| Stati Uniti             | Nickelodeon     |
| Spagna                  | TVE 2, Clan TVE |
| Germania                | RTL II          |
| Paesi Bassi             | Jetix           |
| Regno Unito Irlanda     | Nickelodeon     |
| Australia Nuova Zelanda | Nickelodeon     |

## Riferimenti
Il carattere satirico dell'anime è rappresentato, nei vari episodi, da una serie di riferimenti sia alla cultura occidentale che ad altre opere giapponesi

## Videogiochi
Per PlayStation 2 è stato prodotto Kaiketsu Zorori: Mezase! Itazura King, molto simile ad EyeToy: Play, in quanto consentiva al giocatore di compiere alcune "birichinate" (i minigiochi) attraverso il sistema di rilevamento movimenti della telecamera.
Per Game Boy Advance è stato prodotto un videogioco di tipo sportivo, Kaiketsu Zorori to mahou no yuuenchi: Ohimesama no sukue!, in cui si dovevano affrontare diversi minigiochi di vario tipo, includendo anche le famose battute Oyaji gag.
Un gioco più complesso è stato quello per Nintendo DS: Kaiketsu Zorori: Kyoufu no takarabako, un'avventura grafica che richiedeva l'uso dello stilo e del microfono per muovere i personaggi e indagare sui vari oggetti.

## Censura
In Italia l'anime è stato pesantemente censurato per poter essere trasmesso in una fascia dedicata ai bambini (cioè, quella mattutina di Rai 2, all'interno del contenitore Cartoon Flakes), nonostante in Giappone sia considerato a metà tra lo shōnen e il kodomo.
Come risultato, alcuni episodi come i tre della prima stagione dedicati al baseball non sono stati trasmessi, alcune scene sono state tagliate e i dialoghi variati (spicca per esempio la specificazione del corrispettivo in euro ogni volta che si dà un prezzo in yen).
I casi più evidenti di censura si hanno nell'episodio 27 della prima stagione, in cui la storia paurosa sul "leccasporco" (uno dei demoni della tradizione giapponese) è stata tagliata perché nella versione originale mostrava l'immagine di uno scheletro. Oppure, nell'episodio 38, viene rimossa una scena cruciale per la continuità dell'episodio in cui Zorori, travestito da donna e in abito nuziale, si guarda allo specchio trovandosi attraente e pensa che il suo destino sia di diventare egli stesso una sposa. La mancanza della scena non permette infatti di capire perché nelle successive egli sia impazzito e si creda effettivamente donna.

## Sigle
Sigle di apertura giapponesi
- Hussle (ハッスル?, Hassuru) di Kōichi Yamadera
- A jya paa (あじゃぱー?) di Kōichi Yamadera, Rikako Aikawa, e Motoko Kumai (ep. 1-50, seconda serie)
- Zekkouchou! (ゼッコーチョー!?) di Kōichi Yamadera (ep. 51-97, seconda serie)

Sigle di chiusura giapponesi
- Sora wa ao (空は青?) di Satō-san e Suzuki-kun (ep. 1-13)
- Owari no uta (おわりのうた?) di Yukie 6 & Nobita Robert (ep. 14-31)
- Akaneiro (あかねいろ?) di Satō-san e Suzuki-kun (ep. 32-46)
- Gayōshi (画用紙?) di Sayuri Anzu (ep. 47-52)
- Mama no komoriuta (ママの子守唄?) di Sakiko Tamagawa (ep. 1-27, seconda serie)
- Accha koccha GO! (あっちゃこっちゃゴー!?) di Junko Iwao (ep. 28-50, seconda serie)
- Ishi noshi kazoe uta desu ka!! (イシノシかぞえうたでスカ!!?) di Rikako Aikawa e Motoko Kumai (ep. 51-74, seconda serie)
- Buwātto ikō ze (ブワーッといこうぜ?) di Kōichi Yamadera (ep. 75-97, seconda serie)